# RC Greate Pier
RC Greate Pier é um time de rugby dos Países Baixos sediado na cidade de Leeuwarden, província da Frísia. Foi fundado em 1 de junho de 1977 e é administrado pela Dutch Rugby Union. Recebeu seu nome em homenagem ao herói folclórico da Frísia Pier Gerlofs Donia.